# Hydropsyche ambonensis
Hydropsyche ambonensis is een schietmot uit de familie Hydropsychidae. De soort komt voor in het Australaziatisch gebied.